# LAPACK
LAPACK (Linear Algebra Package, укр. Пакунок лінійної алгебри) — бібліотека  підпрограм для числової лінійної алгебри. Містить реалізації методів розв'язання систем лінійних алгебраїчних рівнянь і найменших квадратів, знаходження власних значень, і сингулярного розкладу. Також містить реалізації розкладу матриці як то LU, QR, Розклад Холецького та Розклад Шура. Підтримує як дійсні так і комплексні матриці з одинарною чи подвійною точністю.
LAPACK спершу був написаний на FORTRAN 77, але портований на Fortran 90 починаючи з версії 3.2 (2008).
В своїй основі LAPACK використовує іншу бібліотеку BLAS і разом з нею є найпопулярнішими в своєму класі.